# مجمع پارلمانی ناتو
مجمع پارلمانی ناتو (انگلیسی: NATO Parliamentary Assembly) به‌عنوان سازمان مشورتی بین پارلمانی  سازمان پیمان آتلانتیک شمالی عمل می‌کند. رئیس فعلی آن میخال شزربا از لهستان است که از سال ۲۰۲۳ در این سمت فعالیت می‌کند. دبیرکل فعلی آن نیز روکساندرا پوپا است.

## عملکرد

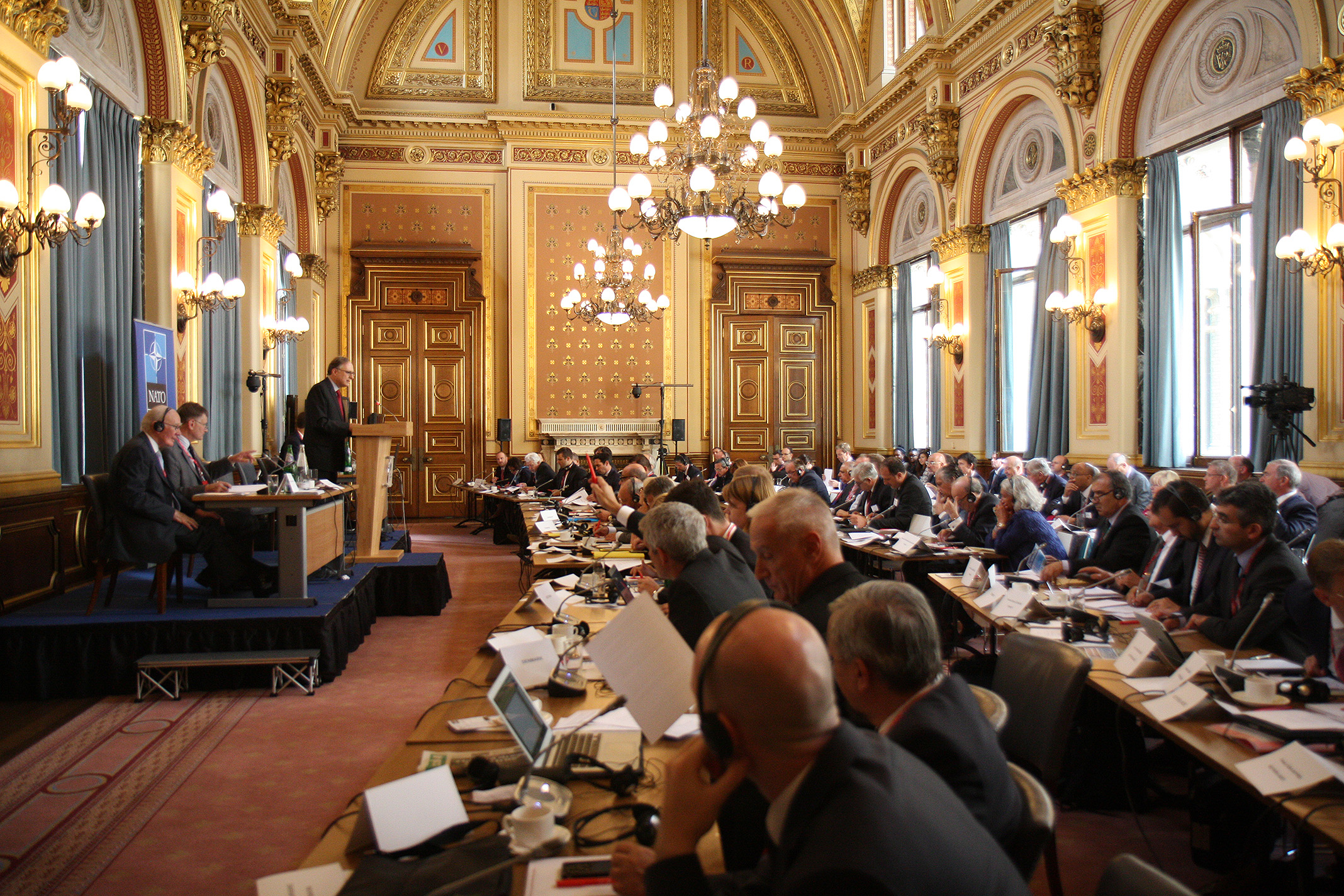
نشست مجمع پارلمانی ناتو در لندن

مجمع پارلمانی ناتو متشکل از ۲۷۴ نماینده از ۳۱ کشور عضو ناتو است. 
اعضای مجمع پارلمانی ناتو توسط پارلمان‌های خود و بر اساس رویه ملی و حزبی خود انتخاب و معرفی می‌شوند. بنابراین این مجمع طیف وسیعی از عقاید سیاسی گوناگون را نمایندگی می‌کند.

### اعضا
۲۷۴ نماینده از ۳۱ کشور عضو به شرح زیر است: ستون پایانی تعداد نمایندگان (بدون حق رأی) از کشورهای  وابسته به ناتو را نشان می‌دهد. 
| کشور      | تعداد نمایندگان |
| --------- | --------------- |
| آلبانی    | ۴               |
| بلژیک     | ۷               |
| بلغارستان | ۶               |
| کانادا    | ۱۲              |
| کرواسی    | ۵               |
| جمهوری چک | ۷               |
| دانمارک   | ۵               |
| استونی    | ۳               |
| فنلاند    | ۵               |
| فرانسه    | ۱۸              |
| آلمان     | ۱۸              |

| کشور          | تعداد نمایندگان |
| ------------- | --------------- |
| یونان         | ۷               |
| مجارستان      | ۷               |
| ایسلند        | ۳               |
| ایتالیا       | ۱۸              |
| لتونی         | ۳               |
| لیتوانی       | ۴               |
| لوکزامبورگ    | ۳               |
| مونته‌نگرو     | ۳               |
| هلند          | ۷               |
| مقدونیه شمالی | ۳               |

| کشور                | تعداد نمایندگان |
| ------------------- | --------------- |
| نروژ                | ۵               |
| لهستان              | ۱۲              |
| پرتغال              | ۷               |
| رومانی              | ۱۰              |
| اسلواکی             | ۵               |
| اسلوونی             | ۳               |
| اسپانیا             | ۱۲              |
| ترکیه               | ۱۸              |
| بریتانیا            | ۱۸              |
| ایالات متحده آمریکا | ۳۶              |

| Associate Member (non-voting) | No. of Delegates |
| ----------------------------- | ---------------- |
| ارمنستان                      | ۳                |
| اتریش                         | ۵                |
| جمهوری آذربایجان              | ۵                |
| Bosnia & Herzegovina          | 3                |
| اتحادیه اروپا                 | ۱۰               |
| گرجستان                       | 4                |
| Moldova                       | 3                |
| Serbia                        | 5                |
| سوئد                          | ۵                |
| سوئیس                         | ۵                |
| اوکراین                       | ۸                |

## گروه ویژه مدیترانه و خاورمیانه
مجمع در سال ۱۹۹۵ یک گروه ویژه مدیترانه‌ای را با هدف آغاز گفتگو‌های سیاسی با قانونگذاران کشورهای خاورمیانه و شمال آفریقا ایجاد کرد.  این برنامه به‌تدریج گسترش یافت و مجمع پارلمانی ناتو اکنون روابطی را در سطوح مختلف با بسیاری از پارلمان‌ها در سرتاسر منطقه مدیترانه، شمال و مرکز آفریقا و منطقه خاورمیانه برقرار کرده است.
این گروه سه بار در سال در کشورهای عضو ناتو یا منطقه تشکیل جلسه می‌دهد.  این نشست‌ها به دنبال افزایش آگاهی پارلمان ناتو از مشکلات منطقه، ترویج گفتگو‌های سیاسی بین نمایندگان پارلمان و به اشتراک گذاشتن تجارب بین اعضای پارلمان‌های مربوط است.